# Javi Soria
Javier Sáiz Soria (Cuenca, 16 de mayo de 1984), más conocido como Javi Soria, es un futbolista español. Juega como defensa central o mediocentro defensivo y su actual equipo es el Conquense, que milita en el Grupo III de la Segunda División B.

## Trayectoria
Puede jugar de central y de mediocentro defensivo. Se formó en las categorías inferiores de la Balompédica Conquense y del Real Madrid. Tras pasar por los equipos juveniles y el filial de Tercera División del club blanco, en el verano de 2006 ficha por el equipo de su ciudad, la Balompédica Conquense. En su primera temporada en el cuadro conquense consigue el ascenso a la Segunda División B. Tras dos campañas en la división de bronce, en el verano de 2009 es fichado por el C. D. Guadalajara. El 26 de junio de 2011, tras vencer al C. D. Mirandés en el partido de vuelta de la eliminatoria final, conseguía ascender con el C. D. Guadalajara a la Liga Adelante. Días después, Javi Soria renovaba su contrato con el equipo alcarreño. Fue una de las piezas básicas del club alcarreño durante la temporada del debut en el fútbol profesional (2011/12), disputando 38 partidos (36 de ellos como titular) y marcando 6 goles. Sin embargo, al finalizar la temporada el club decide sorprendentemente no renovarle.
En julio de 2012 ficha por el C. D. Mirandés, equipo recién ascendido a la Liga Adelante. Con el cuadro burgalés disputa un total de 33 partidos oficiales. En el verano de 2013 fichaó por el Real Racing Club de Santander. Logró el ascenso de nuevo con el equipo Cántabro a la liga adelante, consiguiendo quedar en 1ª posición del grupo 1 de segunda B, eliminando al Llagostera en la eliminatoria de ascenso con los resultados de 0-0 en su campo y 1-0 en el Sardinero, llegando también hasta cuartos de final de Copa del Rey, aunque no disputaron el encuentro contra la Real Sociedad por problemas extra deportivos. Marcó un total de 9 goles en liga y 3 en Copa del Rey.
En el mercado de invierno de la temporada 2015-16 el C. D. Guadalajara en Segunda B, vuelve a hacerse con sus servicios con un contrato de lo que queda de temporada y otros dos años más de duración. Con el descenso de C. D. Guadalajara, confirmó la vuelta a su tierra para jugar en la U. B. Conquense que milita en tercera división firmando un contrato que le une para las próximas 3 temporadas.

## Clubes
| Club                | País   | Año        |
| ------------------- | ------ | ---------- |
| Real Madrid "C"     | España | 2003-2006  |
| U. B. Conquense     | España | 2006-2009  |
| C. D. Guadalajara   | España | 2009- 2012 |
| C. D. Mirandés      | España | 2012- 2013 |
| Racing de Santander | España | 2013- 2015 |
| Huracán C. F.       | España | 2015-2016  |
| C. D. Guadalajara   | España | 2016       |
| U. B. Conquense     | España | 2016-      |